# 斯特拉代拉 (帕维亚省)
斯特拉代拉（義大利語：Stradella），是意大利帕维亚省的一个市镇。总面积18.77平方公里，人口11603人，人口密度618.2人/平方公里（2009年）。国家统计（ISTAT）代码为018153。